# 中信兄弟二軍
中信兄弟二軍為中華職棒中信兄弟的二軍球隊，總教練為林明憲，搭配各司其職的教練團（投手教練艾迪頓、內野兼跑壘教練許峰賓）分工合作，帶領球隊二軍的培訓與狀況調整。

## 歷史
2008年1月10日，兄弟二軍宣布成立，為繼統一二軍、La New二軍、中信二軍（已於2008年底隨著中信鯨解散）後，台灣的第四支二軍球隊。
2013年12月，隨著兄弟象隊由兄弟大飯店轉賣給中信集團後，球隊更名為中信兄弟隊，而二軍也順應更名。

## 特殊事蹟
- 職棒23年（2012年）二軍年度總冠軍
- 職棒27年（2016年）二軍年度總冠軍
- 職棒28年（2017年）二軍年度總冠軍
- 職棒29年（2018年）二軍年度總冠軍
- 職棒30年（2019年）二軍年度總冠軍
- 職棒32年（2021年）二軍年度總冠軍

## 外部連結
- 中信兄弟二軍在台灣棒球維基館上的頁面（繁體中文）